# دستگیری ملوانان آمریکایی

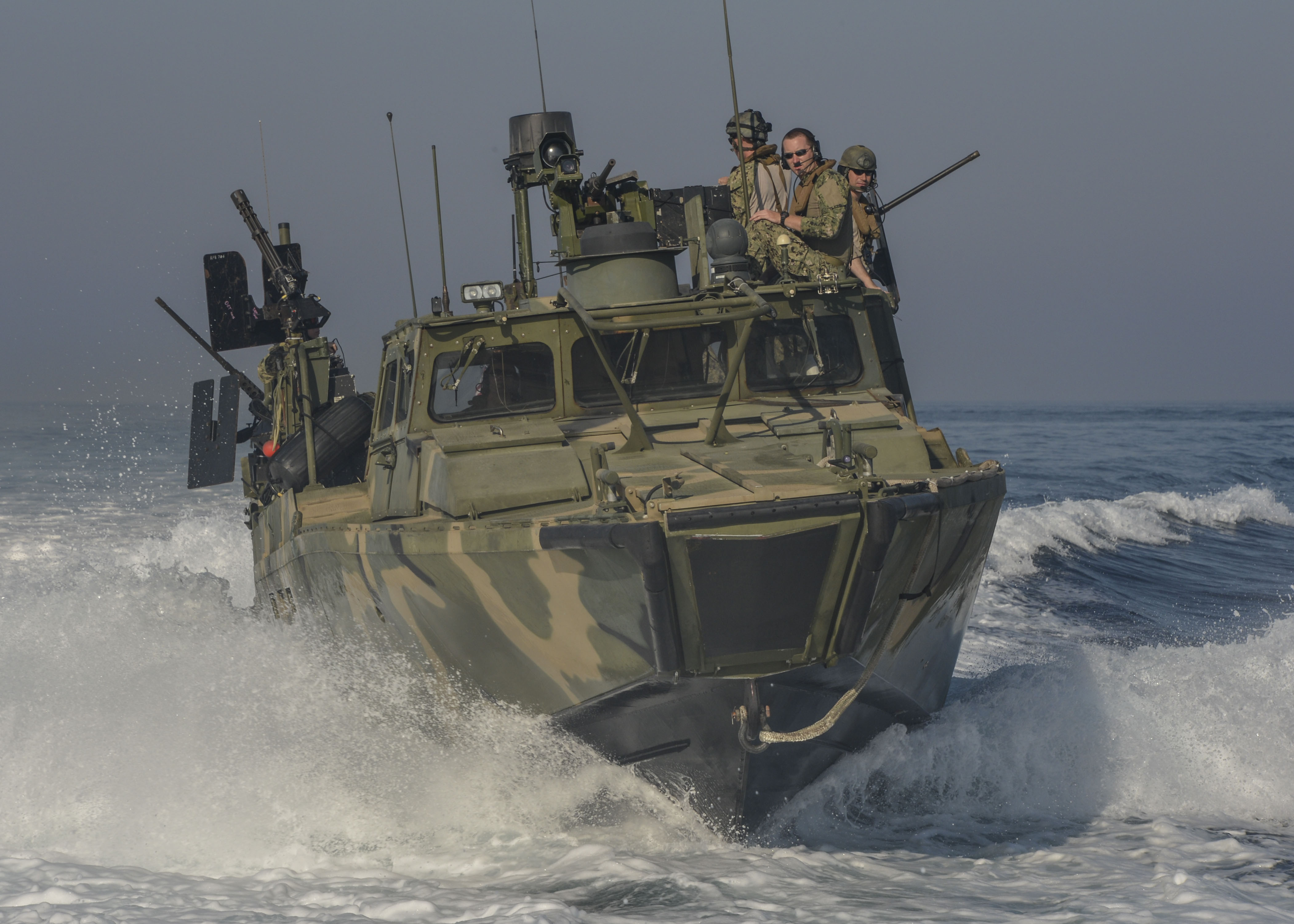
نمونه‌ای مشابه قایق‌های توقیف شده توسط نیروی دریایی سپاه.

در ساعت ۱۷:۱۰ سه شنبه ۲۲ دی ۱۳۹۴ (۱۲ ژانویه ۲۰۱۶) دو فروند قایق جنگی آمریکایی حامل ۱۰ ملوان آمریکایی توسط نیروهای تیپ ۲۱۴ تکاوران دریایی سپاه پاسداران در محدوده آب‌های ایران در نزدیکی جزیره فارسی خلیج فارس به دلیل ورود غیرقانونی به آب‌های سرزمینی ایران دستگیر شدند. ملوانان نیروی دریایی ایالات متحده آمریکاتوسط نیروهای سپاه پاسداران به جزیره فارسی که محل یکی از پایگاه‌های سپاه است، برده شدند. از ۱۰ نظامی آمریکایی دستگیر شده، ۹ نفر مرد و یک نفر زن بودند. آن‌ها در شناورهای خود سلاح‌های نیمه سنگین به همراه داشته‌اند. دو قایق مذکور در حال حرکت در خلیج فارس در حدفاصل کویت و بحرین بوده‌اند.
مقامات آمریکایی در ابتدا ادعا کردند که قایق به سبب نقص فنی موتور وارد آب‌های ایران شده‌است (در این صورت خاص طبق قوانین بین‌المللی ایران نمی‌تواند با آن‌ها برخورد کند). اما بعدتر رسماً اعلام شد که علت اشتباه در مسیریابی بوده‌است. صبح روز بعد ملوانان دستگیر شده آزاد شدند.

## تحرکات نیروهای آمریکایی در منطقه
در هنگام توقیف این دو شناور رزمی، ناوگروه هواپیمابر "ترومن" آمریکا و ناوگروه هواپیمابر "شارل دو گل " فرانسه در آب‌های بین‌المللی منطقه حضور داشته‌اند و همزمان ناو گروه هواپیمابر آمریکایی اقدام به اعزام نیرو و پرواز بر روی جزیره فارسی پرداختند و آرایش نظامی به خود گرفتند که نیروهای سپاه می‌گویند به آن‌ها هشدارهای شدیدی داده شد.

## آزادی ملوانان آمریکایی
پس از انتقال ملوانان به محل پایگاه نیروی دریایی سپاه، بررسی‌های لازم پیرامون علت و چگونگی ورود غیرقانونی آنان آغاز گردید و همزمان مقامات سیاسی آمریکا در تماس‌های مکرر با مقامات سیاسی ایران با غیرعمدی خواندن اقدام شناورهای رزمی خود، آزادی تفنگداران آمریکایی را در خواست کردند.
ایران پس از تشخیص غیرعمدی بودن ورود ملوانان به آب‌های ایران، ملوانان آمریکایی را آزاد کرد.
ارتش آمریکا در بیانیه‌ای اعلام کرد این ۱۰ ملوان ساعت ۸:۳۴ صبح به وقت گرینویچ سوار بر شناورهای خود آب‌های ایران را ترک کردند. به گفته پنتاگون، این ملوانان توسط نیروی دریایی آمریکا به ساحل انتقال یافته‌اند. ارتش آمریکا می‌گوید نیروی دریایی آمریکا دربارهٔ علت حضور این ملوان‌ها در آب‌های ایران تحقیق خواهد کرد.

## واکنش‌ها
سید علی خامنه‌ای، به علی فدوی فرمانده نیروی دریایی سپاه پاسداران و چهار تن از فرماندهان این نیرو که در جریان توقیف شناورهای آمریکایی و بازداشت ملوانان آمریکایی اقدام کرده بودند، نشان فتح داد.

## عوامل
داوود جعفری، سرهنگ سپاه پاسداران، یکی از نیروهایی بود که در بازداشت ملوان‌های آمریکایی نقش داشت. بنا بر ادعای سپاه پاسداران، او همچنین از «مستشاران نیروی هوافضای سپاه در سوریه» بود. جعفری آذر ۱۴۰۱ در حادثه انفجار بمب کنارجاده‌ای در حوالی دمشق، پایتخت سوریه کشته شد.